# Raión de Poltava
El raión de Poltava (en ucraniano: Полтавський район) es un raión o distrito de Ucrania en la óblast de Poltava. La capital es la ciudad de Poltava.
Comprende una superficie de 10 849,6 km². Su territorio fue definido en 2020 mediante la fusión de los raiones de Poltava, Dykanka, Kárlivka, Zinkiv, Máshivka, Noví Sanzhary, Kotelvá, Reshetýlivka y Chútove, así como la parte central y oriental del raión de Kobeliaky. También se unió al raión en ese momento la propia ciudad de Poltava, que hasta entonces no formaba parte del distrito del que era sede administrativa porque estaba constituida como una ciudad de importancia regional.

## Demografía
Según estimación de 2022 contaba con una población total de 582 391 habitantes.

## Subdivisiones
Tras la reforma territorial de 2020, el raión incluye los siguientes 24 municipios:
- 5 ciudades: Poltava (la capital), Zinkiv, Kárlivka, Kobeliaky y Reshetýlivka
- 8 sélyshcha: Bílyky, Dykanka, Kotelvá, Máshivka, Noví Sanzhary, Opishnia, Skorojódove y Chútove
- 11 municipios rurales: Velyka Rublivka, Drabýnivka, Kolomatske, Lanna, Martýnivka, Machujý, Myjáilivka, Nejvoroshcha, Novosélivka, Tereshký y Shcherbaní

## Otros datos
El código KOATUU fue 5324000000. El código postal 38701 y el prefijo telefónico +380 5322.